# 国際児童年

国際児童年の国際公式ロゴ

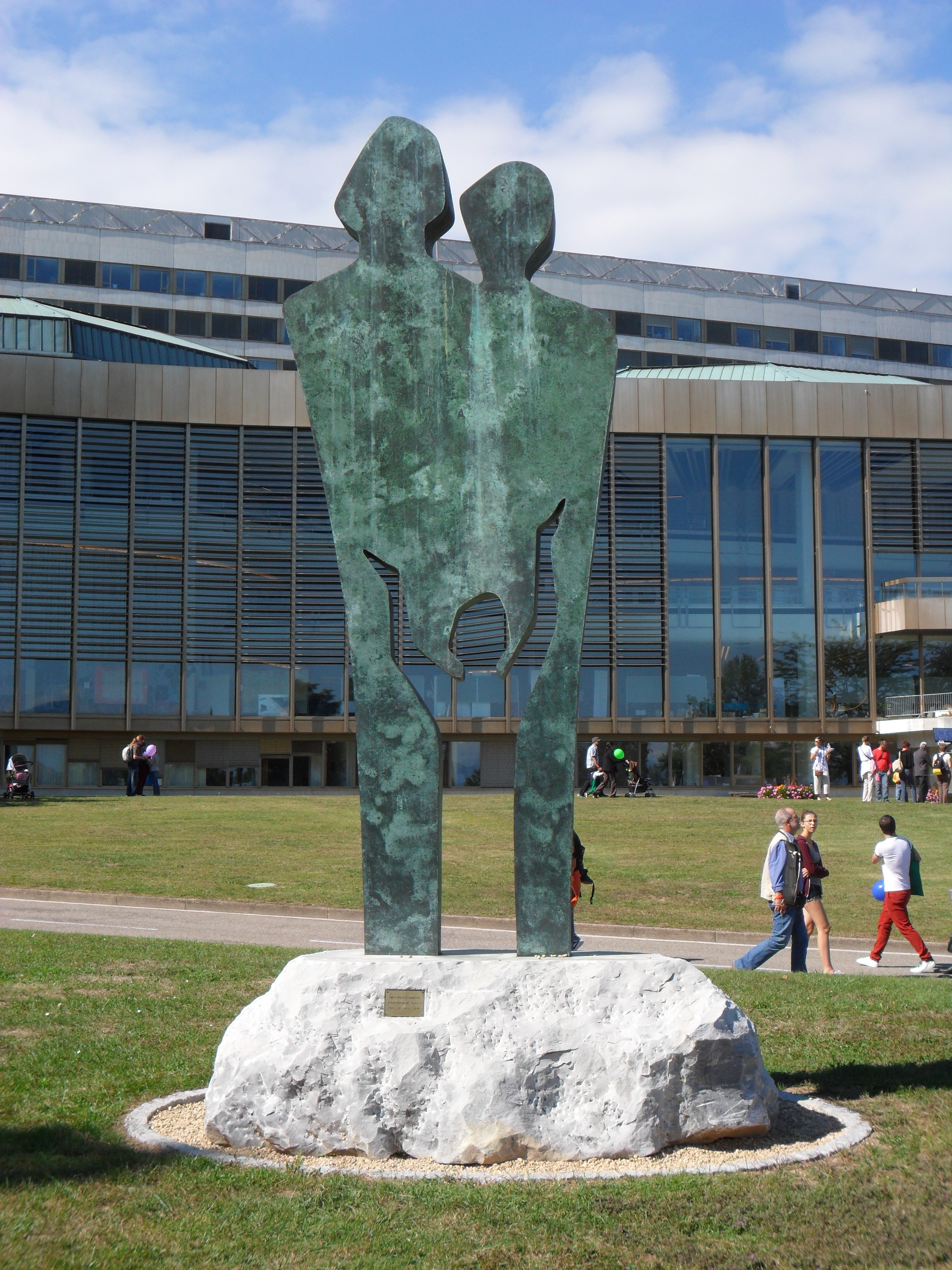
２つの像は両親と子どもを表現したもの。この像は、「家族」と名付けられている。ジュネーブの国連事務局前の庭園に設置されている。

ユネスコが、1979年国際児童年(こくさいじどうねん、International Year of the Child)を宣言した。 この宣言は1979年1月1日に、当時の国連事務総長のクルト・ワルトハイムによって署名された。 この宣言は、1959年の児童の権利に関する宣言のフォローアップであり、栄養不良や教育を受けられないなど、世界中の子どもたちに影響を及ぼしている問題に注意を喚起することを目的としたものである。これらの努力の多くが、1989年の児童の権利に関する条約に実った。

## 歴史
1月9日に国連総会で開催されたユニセフ音楽コンサートなど、国連内および加盟国で多数のイベントが開催され、マサチューセッツ州ボストンのWBZ-TV 4と他の4つのグループWステーションが開催された。ボストンコモンからの祝祭「キッズフェア」（通常は勤労感謝の日前後に開催される）を主催し、その模様が放送された。1979年12月1日にニューヨーク市の国連ビルで、子供向けの国際的な漫画や短編映画を上映する映画祭が開催された。カナダのアニメーターで監督のユージーンフェドレンコは、カナダ国立映画委員会の映画「すべての子供彼らは自分の関心事で忙しいので、誰もが望んでいない無名の赤ちゃんを中心に」、これはすべての子供が家庭を持つ資格があるかの重要性を説明するために使用された。効果音はLes Mimes Electriques(パントマイム劇)の声を使用して作成された。

## 日本での取り組み
- 集中記念行事として「世界と日本のこども展」が愛知青少年公園（現・愛・地球博記念公園）で開催、7月31日皇太子夫妻、大平正芳首相らが臨席し開会式が催された。これを記念して、愛知国際児童年記念館が建設され、1981年7月4日に開館（2011年3月21日閉館)。
- 同年を契機に国立の総合児童施設「国立総合児童センター・こどもの城」が企画され、1985年11月に、東京都渋谷区に完成した（2015年2月に閉館）。
- ゴダイゴによる『ビューティフル・ネーム』が協賛歌となり、 NHKのミニ番組『世界のこども』挿入歌や『みんなのうた』で使用された。
- 1978年から1979年1月にかけて開催された「宇宙科学博覧会」が、「国際児童年協賛宇宙科学博覧会」として3月24日から9月2日にかけて第2期開催を行った。
- 愛知県岡崎市は記念事業として、文化施設兼児童館「太陽の城」と総合文化施設「岡崎市竜美丘会館」の2つの施設を建設した[2][3][4][5]。